# 왕윈우

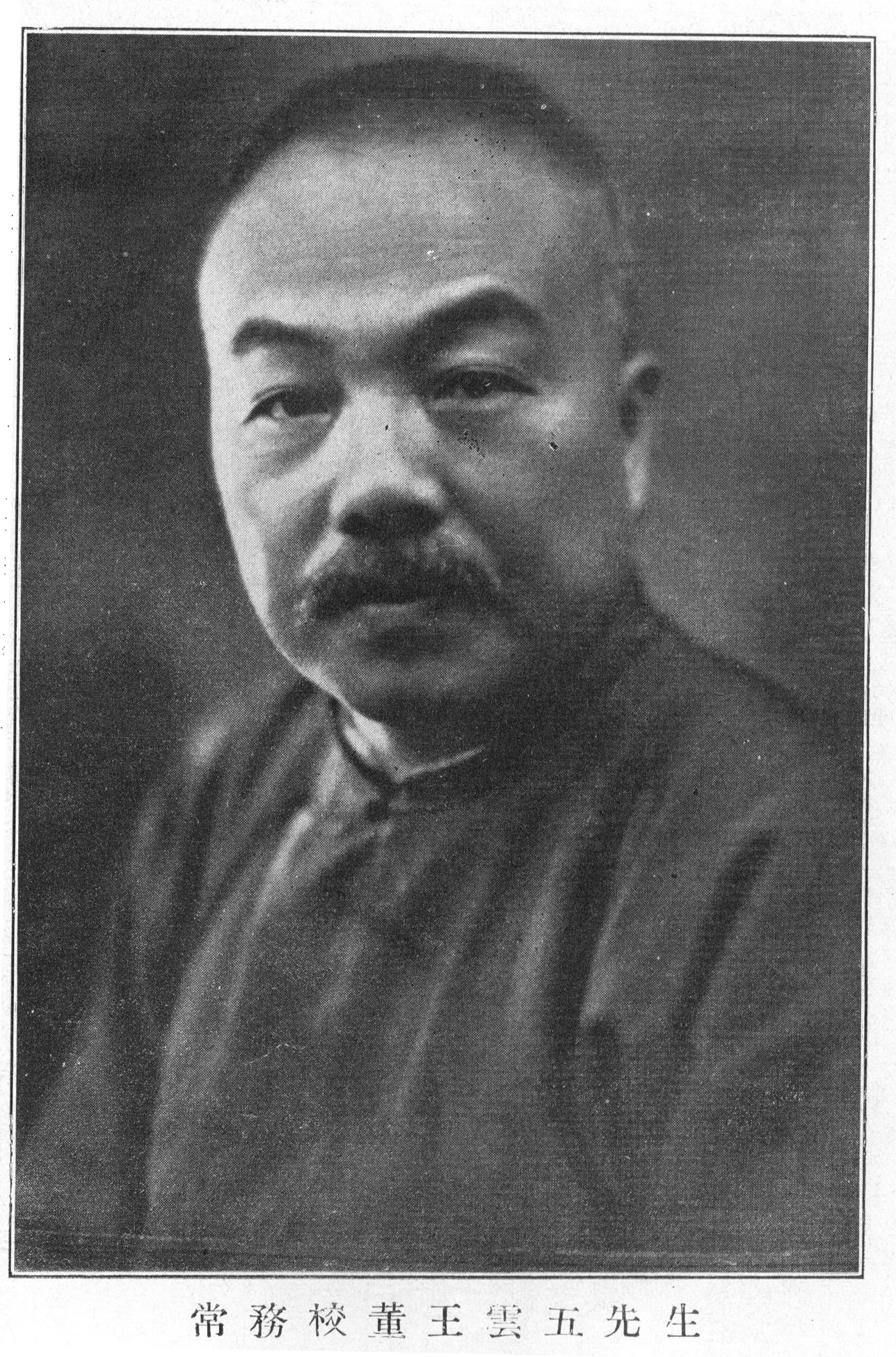

왕윈우(왕운오, 王雲五, 1888년 7월 9일 ~ 1979년 8월 14일)는 중화민국의 중국 국민당 소속 정치인이었다.